# Winthemia aurulenta
Winthemia aurulenta là một loài ruồi trong họ Tachinidae.